# Henryk Bolesta
Henryk Bolesta (* 20. září 1957, Radom) byl polský fotbalový brankář.

## Fotbalová kariéra
Začínal v týmech Star Starachowice a Radomiak Radom. V polské nejvyšší soutěži cyhtal za Ruch Chorzów a Widzew Łódź, nastoupil ve 234 ligových utkáních. S Ruchem Chorzów získal dva mistrovské tituly a s Widzew Łódź v roce 1985 vyhrál pohár. Od roku 1989 chytal v nizozemské lize za Feyenoord a Roda JC Kerkrade. V Poháru mistrů evropských zemí nastoupil ve 3 utkáních, v Poháru vítězů pohárů nastoupil ve 2 utkáních a v Poháru UEFA nastoupil v 11 utkáních. Za reprezentaci Polska nastoupil v roce 1986 v přátelském utkání s KLDR.

## Ligová bilance
| Ročník                       | Zápasy | Góly | Klub             |
| ---------------------------- | ------ | ---- | ---------------- |
| 2. polská liga 1974/1975     | 7      | 0    | Radomiak Radom   |
| Ekstraklasa 1974/1975        | 2      | 0    | Ruch Chorzów     |
| Ekstraklasa 1975/1976        | 0      | 0    | Ruch Chorzów     |
| Ekstraklasa 1976/1977        | 0      | 0    | Ruch Chorzów     |
| Ekstraklasa 1977/1978        | 2      | 0    | Ruch Chorzów     |
| Ekstraklasa 1978/1979        | 27     | 0    | Ruch Chorzów     |
| Ekstraklasa 1979/1980        | 29     | 0    | Ruch Chorzów     |
| Ekstraklasa 1980/1981        | 25     | 0    | Ruch Chorzów     |
| Ekstraklasa 1981/1982        | 16     | 0    | Ruch Chorzów     |
| Ekstraklasa 1982/1983        | 17     | 0    | Widzew Łódź      |
| Ekstraklasa 1983/1984        | 3      | 0    | Widzew Łódź      |
| Ekstraklasa 1984/1985        | 30     | 0    | Widzew Łódź      |
| Ekstraklasa 1985/1986        | 30     | 0    | Widzew Łódź      |
| Ekstraklasa 1986/1987        | 27     | 0    | Widzew Łódź      |
| Ekstraklasa 1987/1988        | 14     | 0    | Widzew Łódź      |
| Ekstraklasa 1988/1989        | 12     | 0    | Widzew Łódź      |
| 1.nizozemská liga 1988/1989  | 7      | 0    | Feyenoord        |
| 1. nizozemská liga 1989/1990 | 28     | 0    | Roda JC Kerkrade |
| 1. nizozemská liga 1990/1991 | 19     | 0    | Roda JC Kerkrade |
| 1. nizozemská liga 1991/1992 | 34     | 0    | Roda JC Kerkrade |
| 1. nizozemská liga 1992/1993 | 1      | 0    | Roda JC Kerkrade |
| CELKEM Ekstraklasa           | 234    | 0    |                  |
| CELKEM 1. nizozemská liga    | 89     | 2    |                  |